# Zamek w Budzanowie
Zamek w Budzanowie – gniazdo XVI-wiecznej rodziny Budzanowskich.

## Historia
Pierwszy drewniany zamek na wzgórzu zbudował Jakub Budzanowski. Został on zniszczony podczas najazdów tatarskich. W 1631 r. zamek przeszedł w ręce Aleksandra Sieneńskiego, a potem w ręce rodziny Lewoczyńskich. Kozacy zdobyli  i zniszczyli zamek podczas buntów w latach 1648 i 1651. Przeprowadzona w 1661 r. lustracja stwierdza, że stropy i dach pogniły i opadły, ściany i baszty popękały w wielu miejscach, okna potłuczone, piece rozwalone, stajnia zrujnowana a most i ganki strzelnicze zgniły. Obiekt odbudował Tomasz Łużecki. Ponownie zdobyły i częściowo zniszczyły zamek wojska tureckie w latach 1672 i 1675. Prawie sto lat później bo w 1765 r. postanowiono odremontować stojące wieże. Od 1817 r. na mocy darowizny był własnością proboszcza, dlatego skrzydło zachodnie przebudowano na kościół z prezbiterium w miejscu bastei od południa. Skrzydło południowe zamieniono na plebanię. W 1846 r. ksiądz Kulczycki w jednym ze skrzydeł zbudował budynek klasztoru sióstr Miłosierdzia ze szpitalem. Zamek został zniszczony w czasie I wojny światowej. Po 1945 r. klasztor i kościół zamieniono na szpital, usuwając zdobienia i wprowadzając betonowe stropy. Z zamku do dzisiaj zachowały się dwie basteje i wschodni odcinek murów.

## Architektura
Czworoboczne murowane założenie z czterema kolistymi bastejami w narożach zbudowano na początku XVII wieku na polecenie Jana oraz Marcina Chodorowskich. Do zamku prowadziła brama przez budynek bramny w narożniku północno-zachodnim i furta od strony miasta.

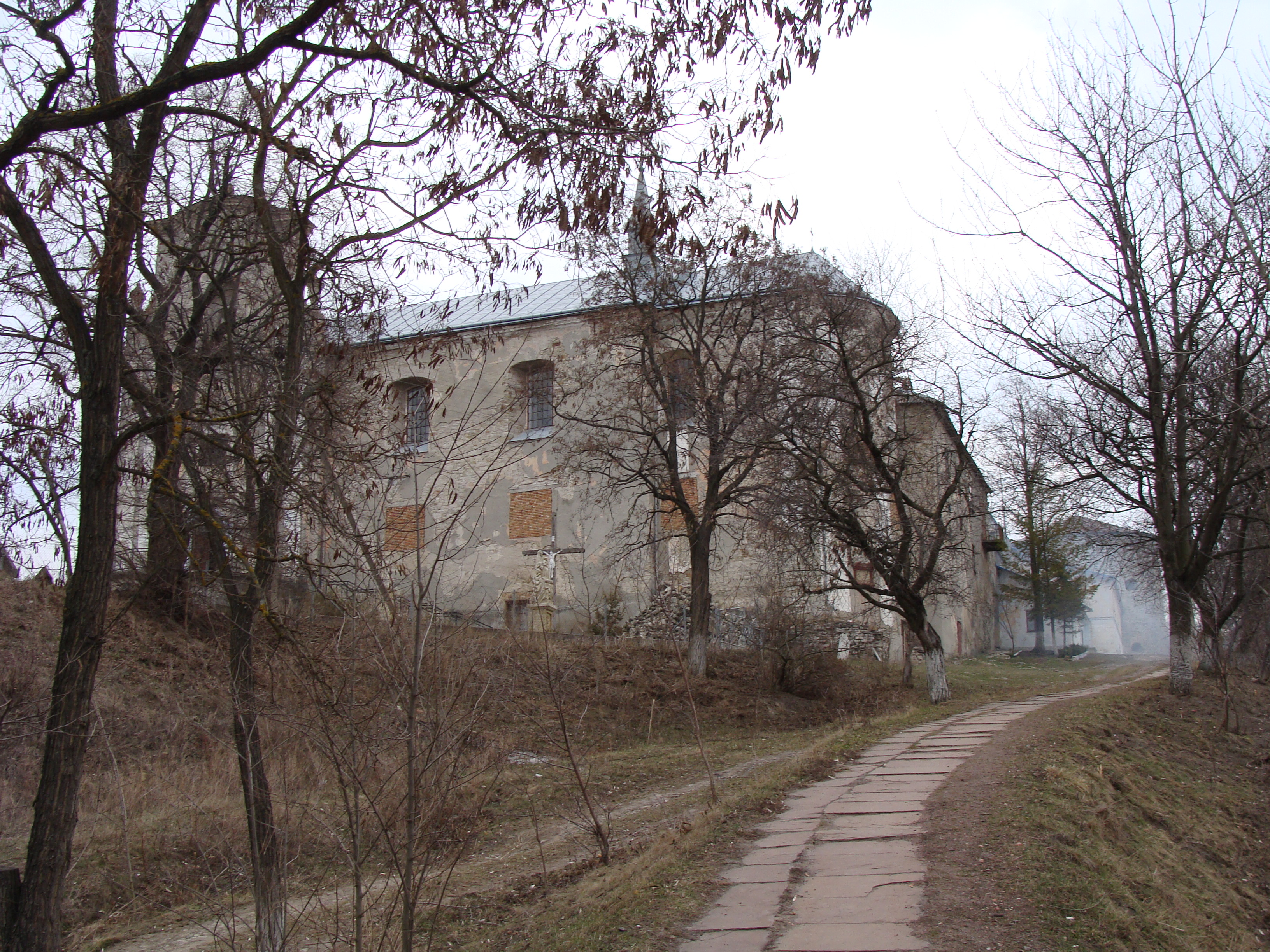
Zamek